# Aurelio De Laurentiis
Aurelio De Laurentiis (Roma, 24 maggio 1949) è un produttore cinematografico e imprenditore italiano.
Fondatore nel 1975, insieme al padre Luigi, della Filmauro, dal 2004 è inoltre presidente della Società Sportiva Calcio Napoli.

## Biografia
Figlio di Luigi e nipote di Dino De Laurentiis, fratelli ed entrambi produttori cinematografici. Si sposa con la cittadina svizzera Jacqueline Baudit dalla quale ha tre figli: Luigi, Valentina ed Edoardo; è titolare della Filmauro, società leader nella produzione e distribuzione cinematografica italiana e internazionale fondata con il padre Luigi nel 1975; è presidente e proprietario dal 2004 del Napoli. Dal 2001 è presidente dell'Unione Nazionale Produttori Film.
Membro della Fondazione Italia USA, dal 1993 al 2003 è Presidente della Federazione Mondiale dei Produttori, alla quale aderiscono 26 Paesi (dagli Stati Uniti alla Cina); nel 2003 ne diventa Presidente onorario a vita. Dal 1997 è azionista e consigliere di amministrazione di Cinecittà Studios nonché consigliere di amministrazione di Cinecittà Entertainment, di cui è divenuto azionista nel corso del 2007. Da ottobre 2001 a giugno 2006 è presidente della UNPF, l'Unione Nazionale Produttori Film dell'Anica. È membro della Giunta di Confindustria. Aurelio De Laurentiis e i film da lui prodotti e distribuiti hanno conquistato numerosissimi premi, tra cui più di 50 biglietti d'oro e 15 David di Donatello. Nel 2000 riceve il premio del Festival Internazionale del Cinema di Palm Springs per la sua attività di produttore e distributore. Nel dicembre 2002 gli viene assegnato il Premio Vittorio De Sica per il cinema italiano.
A fine agosto 2003 la tradizionale “Power List” del cinema Italiano – stilata ogni anno dalle riviste di settore Ciak e Box Office – mette al primo posto Aurelio De Laurentiis. Nel febbraio 2005 ottiene il Nastro d'argento come Miglior Produttore per Che ne sarà di noi e Tutto in quella notte. Nel marzo 2005 vince la Grolla d’oro del Premio Saint Vincent per il Cinema con Christmas in Love (film Italiano di maggior successo nelle sale), Che ne sarà di noi (film Italiano più noleggiato in home video), I fiumi di porpora 2 (film francese più acquistato in home video in Italia).
A giugno 2005 vince il Ciak d'oro come Miglior Produttore per Manuale d'amore. A novembre 2005 la Rassegna sul Cinema Italiano ad Assisi è interamente dedicata a lui: è la prima edizione ad essere dedicata a un produttore. A giugno 2006 riceve il Premio speciale della Stampa estera “Globo d’oro 2006” e a luglio il Premio Giffoni al Giffoni Film Festival. Nel giugno 2008 viene premiato con il Nastro d'argento per Grande, grosso e... Verdone. Nel 2008 ha ricevuto il Premio Leonardo Qualità Italia. Nel settembre del 2010 riceve, nell'ambito della Mostra Internazionale d’Arte Cinematografica di Venezia, il premio “Variety Profile in Excellence”, attribuito dalla prestigiosa rivista con la seguente motivazione:
A giugno 2012 insieme al figlio Luigi vince il Nastro d'argento per la migliore commedia dell'anno Posti in piedi in Paradiso diretta e interpretata da Carlo Verdone. Il 23 ottobre 2010 riceve il premio "United States - Italy Friendship Award", conferito dalla National Italian American Foundation. Nel 2012 gli è stato conferito dal governo britannico il “Career Recognition Award”. Nel 2014 la American University of Rome gli ha attribuito la laurea honoris causa in Lettere. Il 15 dicembre 2023 gli sono stati conferiti due Leoni d'Oro durante il Gran Premio Internazionale di Venezia, uno per meriti imprenditoriali e uno per meriti sportivi .

### Calcio

#### Napoli

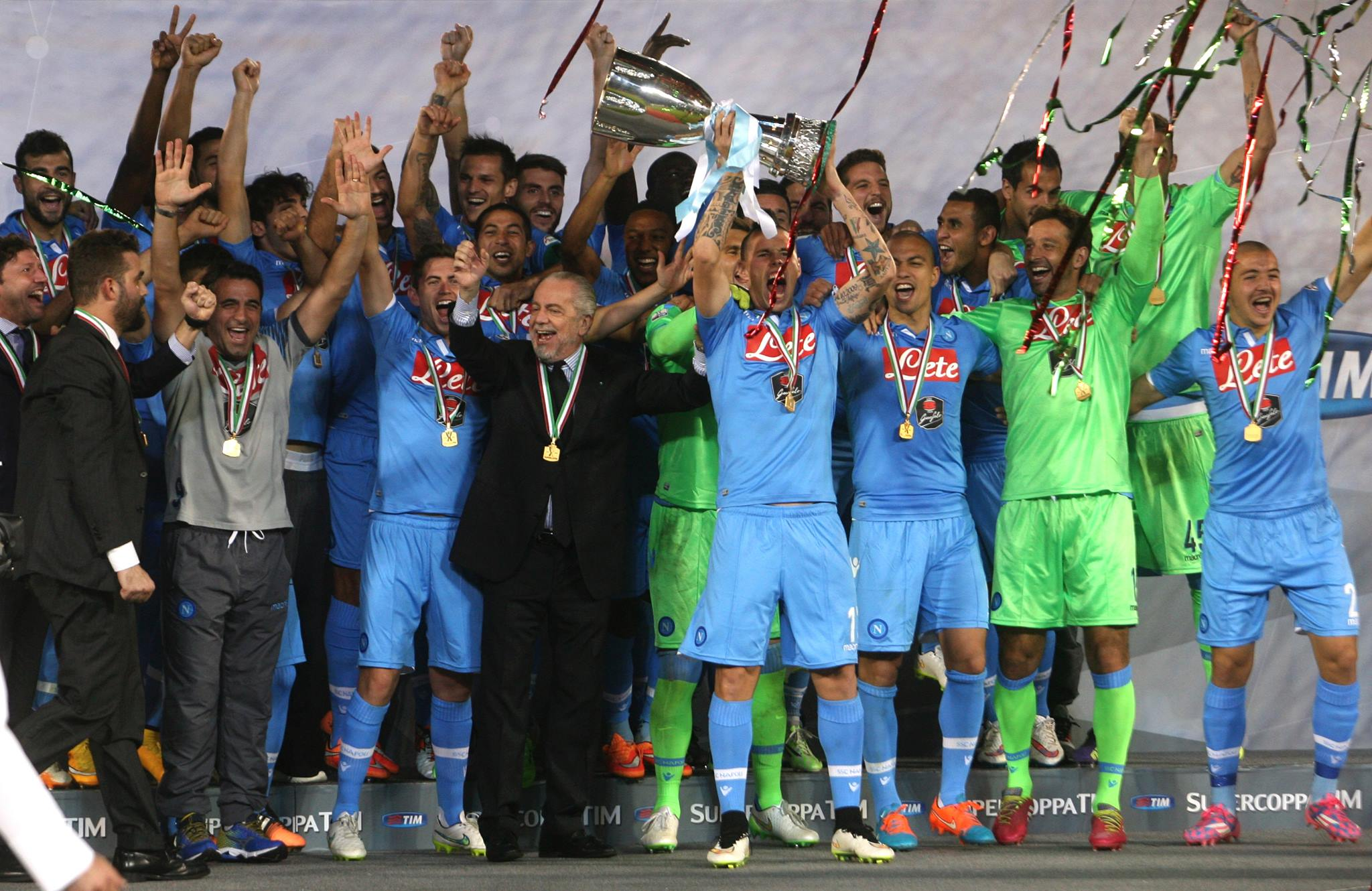
Aurelio De Laurentiis festeggia con i suoi giocatori la vittoria del nella Supercoppa italiana 2014

Il 6 settembre 2004 Aurelio De Laurentiis è diventato presidente del "Napoli Soccer", che è subentrato al Napoli dopo il fallimento di quest'ultima e la conseguente retrocessione in Serie C1. Nel 2006, dopo la promozione in Serie B, la società calcistica partenopea ha riacquistato la vecchia denominazione di SSC Napoli e il 10 giugno 2007 ha conquistato la promozione in Serie A dopo sei anni dall'ultima apparizione nel massimo campionato. All'interno dell'organigramma societario della SSC Napoli ci sono anche la moglie Jacqueline e i figli Luigi, Valentina ed Edoardo nel ruolo di consiglieri. In tre anni è riuscito a riportare il Napoli in Serie A, con ottimi risultati e solide basi economiche.
Nel primo anno di Serie A, il Napoli di De Laurentiis raggiunge l'ottavo posto in classifica. Questo piazzamento consente alla squadra partenopea di partecipare alla Coppa Intertoto, competizione europea che vede il successo degli azzurri contro i greci del Paniōnios, ottenendo così l'accesso alla Coppa UEFA dopo quattordici anni dall'ultima apparizione nelle coppe europee. Nel 2011 riporta il Napoli in Champions League a distanza di 21 anni dai tempi di Diego Armando Maradona. Il 18 settembre 2009 ne viene ratificata la nomina a consigliere della Lega Calcio, carica confermata il 1º luglio 2010 nella neonata Lega Serie A. Il 20 maggio 2012, il Napoli vince il primo trofeo della gestione De Laurentiis: la Coppa Italia 2011-2012, ottenuta battendo in finale per 2 a 0 la Juventus allo stadio Olimpico di Roma.
Il 10 ottobre 2012 De Laurentiis è stato deferito dal Procuratore federale Palazzi alla Commissione Disciplinare Nazionale per la violazione dell'art. 1 comma 1 del Codice Giustizia Sportiva per avere, presso la sede della Lega Calcio, in occasione del Consiglio di Lega del 4 luglio dello stesso anno, proferito espressioni offensive nei confronti dei giornalisti presenti e minacciose nei confronti del giornalista Andrea Longoni. In conseguenza, per violazione degli artt. 4, comma 1 del citato codice, è stata deferita per responsabilità diretta la società Napoli per i comportamenti ascritti al proprio presidente e amministratore delegato.
Il 7 novembre dello stesso anno De Laurentiis e il Napoli hanno chiuso con un patteggiamento davanti alla Disciplinare - ammende di 25.000 euro a testa - la vicenda relativa al deferimento per le accuse rivolte dal presidente partenopeo agli organi della giustizia sportiva. Il 3 maggio 2014 il suo Napoli gli regala il secondo trofeo, ancora una volta la Coppa Italia, che nella finale dell'edizione 2013-2014 ha per l'appunto visto trionfare i partenopei sulla Fiorentina per 3-1, dopo che l'inizio della partita era stato ritardato di ben 45' a causa dei gravi disordini verificatisi prima della stessa. Il terzo trofeo arriva il 22 dicembre 2014 con la vittoria della Supercoppa italiana, giocata a Doha, di nuovo contro la Juventus, battuta per 7-8 ai calci di rigore.
Sotto la sua presidenza, in dieci anni la società passa dal giocare in serie C1 alle sfide nelle competizioni europee: il 23 aprile 2015 il Napoli si è qualificato alle semifinali di una competizione gestita dall'UEFA, l'Europa League, per la prima volta dopo 26 anni. Nella stagione successiva 2015-2016, il 10 gennaio, il Napoli è primo in classifica alla fine del girone d'andata: l'ultima volta fu 26 anni prima nella stagione 1989-1990 con 41 punti, due più dell'Inter. A fine stagione perde il titolo contro la Juventus. Il Napoli si ripete due anni dopo con un +1 sulla Juventus alla fine del girone d'andata, ma anche questa volta il titolo a fine stagione va alla Juventus.
Il 17 giugno 2020 il Napoli vince la Coppa Italia, la terza sotto la sua gestione, ai danni della Juventus (0-0, 4-2 d.c.r).
Il 4 maggio 2023, a 33 anni di distanza dall'ultima vittoria del campionato, il Napoli si laurea campione d'Italia per la terza volta nella sua storia; per De Laurentiis è il primo successo nella massima competizione nazionale.
Il 23 maggio 2025 il Napoli si laurea campione d'Italia nella stagione 2024-2025; per De Laurentiis è il secondo titolo nazionale, ad appena due anni di distanza dalla precedente vittoria.

#### Bari
Il 31 luglio 2018 il sindaco del capoluogo pugliese Antonio Decaro annuncia l'assegnazione del titolo sportivo della squadra di calcio del Bari a De Laurentiis, dando vita così alla SSC Bari.

## Procedimenti giudiziari
Nell'ambito della sua attività calcistica, a partire dal 2016 De Laurentiis è indagato, insieme ad altri dirigenti e procuratori, per evasione fiscale e false fatturazioni riguardo alla compravendita di giocatori: gli agenti avrebbero fatturato in maniera fittizia alle società le loro prestazioni esclusive mentre i club avrebbero completamente dedotto dal reddito imponibile queste spese beneficiando anche della detrazione sull'IVA relativa alla pseudo prestazione ricevuta. Nel novembre 2022 i pubblici ministeri chiedono per lui una condanna di un anno: nel marzo 2023 viene assolto dal Tribunale di Napoli.
Nel febbraio 2025 la procura di Roma chiede il rinvio a giudizio per De Laurentiis accusato di falso in bilancio relativo alle annate 2019, 2020 e 2021 con particolare riferimento agli acquisti di Kōstas Manōlas dalla Roma e di Victor Osimhen dal Lille.

## Produzioni e distribuzioni cinematografiche

### Produzioni
- Un borghese piccolo piccolo, di Mario Monicelli (1977)
- Io ho paura, di Damiano Damiani (1977)
- La mazzetta, di Sergio Corbucci (1978)
- Il corpo della ragassa, di Pasquale Festa Campanile (1979)
- Qua la mano, di Pasquale Festa Campanile (1980)
- Il lupo e l'agnello, di Francesco Massaro (1980)
- Manolesta, di Pasquale Festa Campanile (1981)
- Camera d'albergo, di Mario Monicelli (1981)
- Nessuno è perfetto, di Pasquale Festa Campanile (1981)
- Culo e camicia, di Pasquale Festa Campanile (1981)
- Amici miei - Atto IIº, di Mario Monicelli (1982)
- Testa o croce, di Nanni Loy (1982)
- Vacanze di Natale, di Carlo Vanzina (1983)
- Il petomane, di Pasquale Festa Campanile (1983)
- Bertoldo, Bertoldino e Cacasenno, di Mario Monicelli (1984)
- Maccheroni, di Ettore Scola (1985)
- Amici miei - Atto IIIº, di Nanni Loy (1985)
- Yuppies - I giovani di successo, di Carlo Vanzina (1986)
- Yuppies 2, di Enrico Oldoini (1986)
- Montecarlo Gran Casinò, di Carlo Vanzina (1987)
- Codice privato, di Francesco Maselli (1988)
- Leviathan, di George P. Cosmatos (1989)
- Vacanze di Natale '90, di Enrico Oldoini (1990)
- Donne con le gonne, di Francesco Nuti (1991)
- Dove comincia la notte, di Maurizio Zaccaro (1991)
- Vacanze di Natale '91, di Enrico Oldoini (1991)
- Anni 90, di Enrico Oldoini (1992)
- Sognando la California, di Carlo Vanzina (1992)
- Luna di fiele, di Roman Polański (1992)
- Per amore, solo per amore, di Giovanni Veronesi (1993)
- Uova d'oro, di Bigas Luna (1993)
- Anni 90 - Parte II, di Enrico Oldoini (1993)
- Il figlio della pantera rosa, di Blake Edwards (1993)
- S.P.Q.R. 2000 e 1/2 anni fa, di Carlo Vanzina (1994)
- Dichiarazioni d'amore, di Pupi Avati (1994)
- L'amico d'infanzia, di Pupi Avati (1994)
- La stanza accanto, di Fabrizio Laurenti (1994)
- Vacanze di Natale '95, di Neri Parenti (1995)
- Uomini uomini uomini, di Christian De Sica (1995)
- I buchi neri, di Pappi Corsicato (1995)
- Silenzio... si nasce, di Giovanni Veronesi (1996)
- L'arcano incantatore, di Pupi Avati (1996)
- Festival, di Pupi Avati (1996)
- A spasso nel tempo, di Carlo Vanzina (1996)
- A spasso nel tempo - L'avventura continua, di Carlo Vanzina (1997)
- Cucciolo, di Neri Parenti (1998)
- Coppia omicida, di Claudio Fragasso (1998)
- Il testimone dello sposo, di Pupi Avati (1998)
- Matrimoni, di Cristina Comencini (1998)
- Paparazzi, di Neri Parenti (1998)
- Incontri proibiti, di Alberto Sordi (1998)
- Il lato sinistro dell'amore, di Marco Turco (1999)
- Il cielo in una stanza, di Carlo Vanzina (1999)
- Tifosi, di Neri Parenti (1999)
- Vacanze di Natale 2000, di Carlo Vanzina (1999)
- Body Guards - Guardie del corpo, di Neri Parenti (2000)
- Merry Christmas, di Neri Parenti (2001)
- Il nostro matrimonio è in crisi, di Antonio Albanese (2002)
- Natale sul Nilo, di Neri Parenti (2002)
- Natale in India, di Neri Parenti (2003)
- Le barzellette, di Carlo Vanzina (2004)
- Che ne sarà di noi, di Giovanni Veronesi (2004)
- Sky Captain and the World of Tomorrow, di Kerry Conran (2004)
- Christmas in Love, di Neri Parenti (2004)
- Manuale d'amore, di Giovanni Veronesi (2005)
- Natale a Miami, di Neri Parenti (2005)
- Il mio miglior nemico, di Carlo Verdone (2006)
- Natale a New York, di Neri Parenti (2006)
- Manuale d'amore 2 - Capitoli successivi, di Giovanni Veronesi (2007)
- Natale in crociera, di Neri Parenti (2007)
- Grande, grosso e... Verdone, di Carlo Verdone (2008)
- Natale a Rio, di Neri Parenti (2008)
- Italians, di Giovanni Veronesi (2009)
- Natale a Beverly Hills, di Neri Parenti (2009)
- Genitori & figli - Agitare bene prima dell'uso, di Giovanni Veronesi (2010)
- Natale in Sudafrica, di Neri Parenti (2010)
- Manuale d'amore 3, di Giovanni Veronesi (2011)
- Amici miei - Come tutto ebbe inizio, di Neri Parenti (2011)
- Vacanze di Natale a Cortina, di Neri Parenti (2011)
- Posti in piedi in paradiso, di Carlo Verdone (2012)
- Colpi di fulmine, di Neri Parenti (2012)
- Il terzo tempo, di Enrico Maria Artale (2013)
- Colpi di fortuna, di Neri Parenti (2013)
- Sotto una buona stella, di Carlo Verdone (2014)
- Un Natale stupefacente, di Volfango De Biasi (2014)
- Natale col boss, di Volfango De Biasi (2015)
- L'abbiamo fatta grossa, di Carlo Verdone (2016)
- Natale a Londra - Dio salvi la regina, di Volfango De Biasi (2016)
- Super vacanze di Natale, di Paolo Ruffini (2017)
- Benedetta follia, di Carlo Verdone (2018)
- Si vive una volta sola, di Carlo Verdone (2021)

### Distribuzioni
- L'anno del dragone, di Michael Cimino (1985)
- Pirati, di Roman Polański (1986)
- Velluto blu, di David Lynch (1986)
- Le Grand Bleu, di Luc Besson (1988)
- Cuore selvaggio, di David Lynch (1990)
- Barton Fink - È successo a Hollywood, di Joel ed Ethan Coen (1991)
- Tacchi a spillo, di Pedro Almodóvar (1991)
- Eddy e la banda del sole luminoso, di Don Bluth (1991)
- Prosciutto prosciutto, di Bigas Luna (1992)
- Kika, di Pedro Almodóvar (1993)
- Il mostro, di Roberto Benigni (1994)
- Léon, di Luc Besson (1994)
- Lo zio di Brooklyn, di Ciprì e Maresco (1995)
- Il quinto elemento, di Luc Besson (1997)
- La cena dei cretini, di Francis Veber (1998)
- American Pie, di Paul e Chris Weitz (1999)
- L'apparenza inganna, di Francis Veber (2001)
- Hannibal, di Ridley Scott (2001)
- Sta' zitto... non rompere, di Francis Veber (2003)
- Crash - Contatto fisico, di Paul Haggis (2004)
- Paranormal Activity, di Oren Peli (2007)
- Blood Story, di Matt Reeves (2010)
- Insidious, di James Wan (2010)
- Attack the Block - Invasione aliena, di Joe Cornish (2011)
- Disconnect, di Henry Alex Rubin (2012)
- The Last Stand - L'ultima sfida, di Kim Ji-Woon (2013)

## Riconoscimenti

### Premi cinematografici e imprenditoriali
- Nastri d'argento 2005 come migliore produttore
- Nastri d'argento 2008 come Nastro dell'anno per il film Grande, grosso e Verdone
- Ciak d'oro 2005 come miglior produttore per il film Manuale d'amore[35]
- Leone d'oro 2023, uno per l'imprenditoria e l'altro per lo sport e la squadra SSC Calcio Napoli[36]

## Trofei vinti con il Napoli

### Presidente
- Campionato italiano: 2

2022-2023, 2024-2025
- Coppa Italia: 3

2011-2012, 2013-2014, 2019-2020
- Supercoppa italiana: 1

2014
- Serie C1: 2005-2006 (girone B)